# Alnilam
Аlnilam (ε Orionis) jedna je od tri zvijezde iz Orionovog pojasa i nalazi se u centru, između Mintake i Alnitake. Alnilam je plava supergigantska zvijezda tipa B. Iako je dvaput udaljenija od sunca u odnosu na Mintaku i Alnitaku, druge dvije zvijezde iz Orionovog pojasa, jednako je sjajna zvijezda. Alnilam brzo gubi masu, kao posljedica svoje veličine, te joj je do kraja preostalo još približno oko 4 milijuna godina.
To je 29. najsjajnija zvijezda na nebu (četvrta najsjajnija u Orionu). Alnilam je mlada zvijezda. Neznatno je promjenljiva zvijezda, od magnitude 1,64 do 1,74. Od 1943. godine, spektar ove zvijezde služio je kao jedna od stabilnih sidrišnih točaka po kojoj su klasificirane druge zvijezde. Također je jedna od 58 zvijezda koja se koristi u nebeskoj navigaciji. Nalazi se na najvišoj točki na nebu oko ponoći 15. prosinca.

## Karakteristike
Alnilam je oko 537.000 puta svjetliji od našeg Sunca, a zbog ove svjetlosti on osvjetljava molekularni oblak, NGC 1990, koji okružuje zvijezdu. 30 puta veći od našeg sunca. Ima oko 40 sunčevih masa i polumjer oko 32,4 puta veće od sunčeve mase. Snažni zvjezdani vjetrovi dostižu brzinu do 2.000 km u sekundi. Zbog toga, Alnilam gubi masu oko 20 milijuna puta brže od stope Sunčevog gubitka mase. Alnilam je također prilično mlada zvijezda, procjenjuje se 5,7 milijuna godina - mnogo mlađe od našeg sunca. Alnilam se brzo vrti brzinom od oko 40 - 70 km / 24,8 - 43,4 mi u sekundi. Alnilam je također mnogo topliji od našeg Sunca, s procijenjenim površinskim temperaturama od oko 27.500 K. Orionov pojas tvore tri zvijezde, Alnilam, Alnitak i Mintaka. Alnilam je zvijezda smještena usred zvjezdice.
Površinska gravitacija Alnilama procjenjuje se na oko 3,0 cg. Alnilam je najmasivnija i najveća zvijezda u Orionovom pojasu. To je ujedno i jedina zvijezda u Orionovom pojasu koja je jednostruka zvijezda. Ostale dvije zvijezde imaju mnogo više pratitelja koji su međusobno gravitacijski vezane.

## Postanak
Zviježđe Oriona dom je mnogih plavih zvijezda, skupova, maglica i oblaka prašine i plina. Formiranje zvijezda prilično je aktivno u ovoj regiji. Na primjer, sve tri zvijezde u Orionovom pojasu imaju mnoge druge zvijezde, pa tako oni formiraju višestruke zvijezde (osim Alnilama). Alnilam je najusamljenija od zvijezda koje tvore Orionov pojas. Čini se da je i najmlađi, u procijenjenoj dobi od 5,7 milijuna godina. Mnogo je mlađi od našeg Sunca, u stvari su sve zvijezde u Orionovom pojasu.
Alnilam - Epsilon Orionis - pripada Orionovoj asocijaciji OB1 u podskupini OB1b, koja je dio kompleksa molekularnih oblaka u Orionu - regije koja tvori zvijezde, sa zvijezdama stare do 12 milijuna godina. Plin i prašina iz ovog molekularnog oblaka, gravitacija ih je povukla zajedno i rezultiralo je mnogim zvijezdama koje sada vidimo u Orionu, a time i Orionovom pojasu.

## Orionov pojas
Orionov pojas ili Kosci, također poznat kao Tri kralja, Tri sestre ili Jakovljev štap, je asterizam u zviježđu Orion. Sastoji se od tri svijetle zvijezde Alnitak, Alnilam i Mintaka. 
Traženje Orionovog pojasa na noćnom nebu najlakši je način pronalaženja Oriona na nebu. Zvijezde su manje-više ravnomjerno raspoređene u ravnoj liniji, pa ih se može vizualizirati kao pojas lovačke odjeće. Najbolje su vidljive na ranom noćnom nebu tijekom sjeverne zime / južnog ljeta, osobito mjeseca siječnja oko 21:00 sat. 